# 布拉瑟维茨
布拉瑟维茨（德語：Blasewitz，發音：[ˈblaːzəvɪts]）是德国德累斯顿一个较大的区，包括七个次区（Stadtteil）。
布拉瑟维茨通过蓝色惊奇桥连接易北河以北的洛施维茨区，西面是约翰城（Johannstadt），南面是Striesen，东面是Tolkewitz。布拉瑟维茨、洛施维茨和和魏瑟尔赫希形成一个较大的都市区域的核心，被称为德国最大的以老别墅建筑为主的市区。连同附近的Wachwitz和Kleinzschachwitz社区，它们在二战中全部遭到盟军轰炸，但比起更靠近市中心的地方损失低得多。

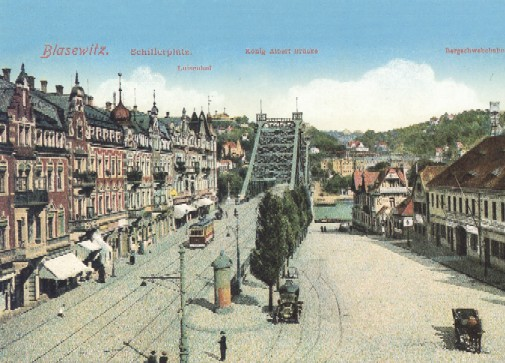
席勒广场和蓝色惊奇，1910年左右

布拉瑟维茨最初在1349年见于记载。这个渔民和葡萄种植者的村庄在19世纪发展成为德累斯顿的郊区。合理的低税率使其成为富人钟爱的居住区。
它的主广场是席勒广场（Schillerplatz），电影院和席勒商场（Schillergalerie）的所在地。附近是新哥特式风格的圣灵教堂（Heilig-Geist-Kirche），建于1893年。
在靠近河边的地区，特别是蓝色奇迹桥以东，在2002年受到洪水的严重影响，由于大规模的防洪措施，布拉瑟维茨躲过了2013年的千年洪水。